# Dobsonia moluccensis
Dobsonia moluccensis är en flyghund som lever på Nya Guinea, Kap Yorkhalvön i Australien, och på flera indonesiska öar. 
D. moluccensis vistas i låglandet och i bergstrakter upp till 2700 meter över havet. Habitatet utgörs av fuktiga skogar och dessutom uppsöker D. moluccensis trädgårdar och fruktodlingar. Individerna bildar vid viloplatsen medelstora till stora kolonier. Dess viloplatser kan vara grottor, gruvor, förrådsbyggnader och tät växtlighet. Den föder en unge per kull.
Denna däggdjursart beskrevs första gången av Jean René Constant Quoy och Joseph Paul Gaimard 1830.  Dobsonia moluccensis ingår i släktet Dobsonia och familjen flyghundar. IUCN kategoriserar arten globalt som livskraftig. Inga underarter finns listade.